# Minzhudang
Der Name  Minzhudang  民主黨, Demokratische Partei, findet sich mehrfach in der chinesischen Parteienlandschaft, zum Teil in Verbindung mit anderen Attributen.

## Einzelne Parteien

### Republik China
Unmittelbar nach der Ausrufung der Republik China  ging 1912 eine Minzhudang 民主黨, Demokratische Partei, aus der ehemals monarchistischen  Baohuanghui hervor. Geführt wurde die Partei von Liang Qichao, einem ehemaligen Gefolgsmann Kang Youweis. Obgleich beide Politiker einst die Hundert-Tage-Reform von Kaiser Guangxu unterstützt hatten und deshalb von Yuan Shikai verfolgt worden waren, nahm Liang nunmehr die finanzielle Unterstützung Yuans an. Dennoch blieb die Minzhudang bedeutungslos.
Eine Zhongguo Minzhudang 中國民主黨, Demokratische Partei Chinas, wurde von Oppositionellen um Lei Zhen, Publizist, Politiker und Berater Chiang Kai-sheks im Jahr 1960 gegründet, als sich die auf Taiwan reduzierte Republik China in einer Phase von Verfassungseinschränkungen befand, welche von 1950 bis 1986 anhielt. Da in dieser Phase keine neuen Parteien gegründet werden durften, wurde die Partei unverzüglich verboten und Lei inhaftiert.
Dagegen wurde die 1987 gegründete Zhongguo Minzhudang 中國民主黨, Demokratische Partei Chinas, vom Innenministerium in das Parteienregister aufgenommen. Ein Jahr zuvor hatte die Redemokratisierung der Republik China neue Rahmenbedingungen für Parteien bewirkt.

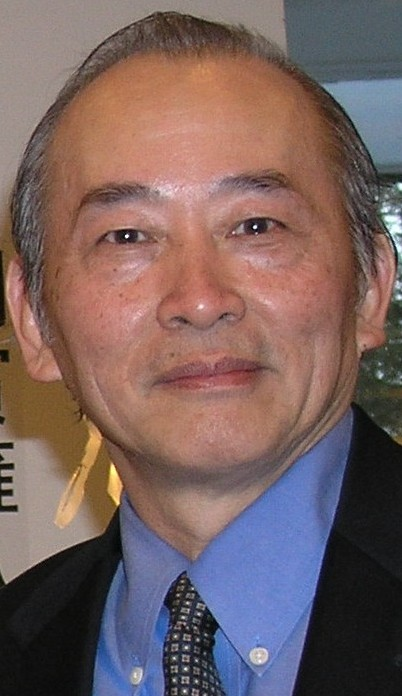
Xu Wenli, Mitbegründer der Zhongguo Minzhudang

### Volksrepublik China
Auch in der Volksrepublik China entstand eine China Zhongguo Minzhudang 中国民主党, Demokratische Partei Chinas, die 1998 von den namhaften Dissidenten Wang Youcai und Xu Wenli in Hangzhou/Provinz Zhejiang etabliert wurde. Da die chinesischen Behörden die Registrierung als Partei verweigerte und ihre Mitglieder verfolgten, agiert sie lediglich im Ausland und im Untergrund.

### Hongkong
In Hongkong wurde die beijingkritische Minzhudang 民主黨, Democratic Party, Demokratische Partei, 1990 gegründet. Seit 1995 ist sie im Legislative Council vertreten.

### Komposita zuMinzhu
Andere Parteien, die den Namensbestandteil Minzhudang 民主黨 führten, waren in der Republik China die 1927 gegründete Zhongguo Nonggong Minzhudang, 中國農工民主黨
Chinesische Partei der Bauern und Arbeiter, die Shehui Minzhudang
民主社會黨, Demokratisch-Sozialistische Partei, die 1946 gegründete Zhongguo Shehui Minzhudang中國民主社會黨, Sozialdemokratische Partei Chinas (1946), die Tongyi Minzhudang 統一民主黨, Vereinigte Demokratische Partei (1988), die Zhongguo Ziyou Minzhudang 中國自由民主黨, Liberaldemokratische Partei Chinas (1987), die Zhongguo Datong Minzhudang中國大同民主黨, Demokratische Datongpartei Chinas (1988), die Zhongguo Qingnian Minzhudang 中國青年民主黨, Partei der demokratischen Jugend Chinas (1990), die Zhonghua Shehui Minzhudang 中華社會民主黨, Sozialdemokratische Chinesische Partei (1990), die Zhongguo Funü Minzhudang 中國婦女民主黨, Demokratische Frauenpartei Chinas (1991), die Guojia Minzhudang 國家民主黨, Nationaldemokratische Partei (1996), die Taiwan Minzhudang 台灣民主黨, Demokratische Partei Taiwans (1998), die Zhongguo Gonghe Minzhudang 國共和民主黨, Republikanisch-Demokratische Partei Chinas (2000), die Taiwan Pingmin Minzhudang 台灣平民民主黨, Demokratische Partei der Bürger Taiwans (2007), die Taiwan Shehui Minzhudang 台灣社會民主黨, Sozialdemokratische Partei Taiwans (2007), die Daogong Minzhudang 道共民主黨, Demokratische Partei des gemeinsamen Weges (2012) und die Zhonghua Wenhua Minzhudang 中華文化民主黨, Demokratische Partei der chinesischen Kultur (2013), die Shehui Minzhudang
社會民主黨, Sozialdemokratische Partei (2015).
In der Volksrepublik China wurden neben der erwähnten Zhongguo Minzhudang,  Demokratischen Partei Chinas folgende Parteien im Untergrund etabliert:  Zhongguo Renmin Minzhudang 中国人民民主党, Demokratische Partei des chinesischen Volkes (1987), die Zhongguo Ziyou Minzhudang 中国自由民主党, Liberaldemokratische Partei Chinas (1991) und die Zhongguo Shehui Minzhudang 中国社會民主党, Sozialdemokratische Partei Chinas (2000).